# Baño de hombres (Durero)

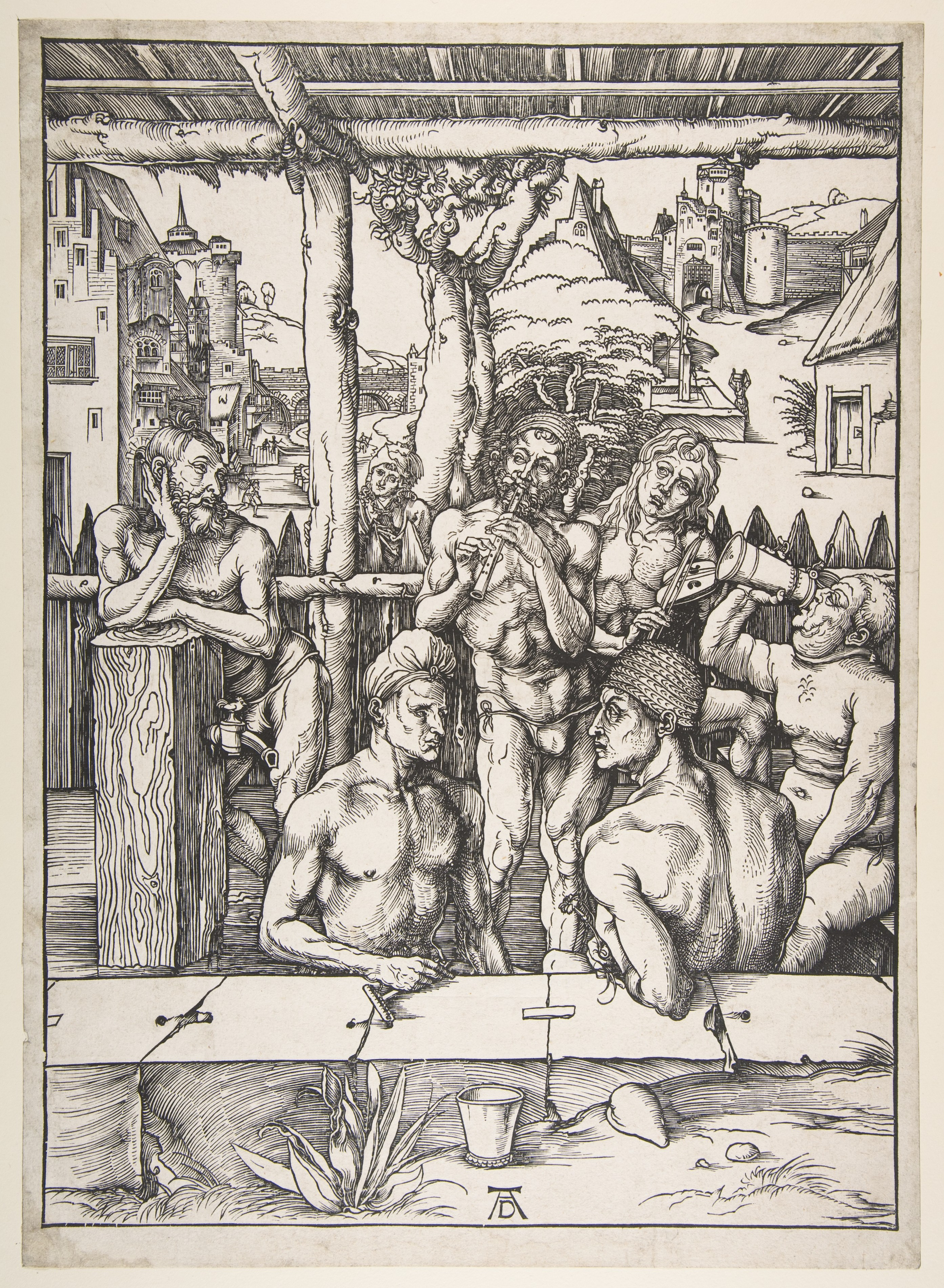
Baño de hombres.

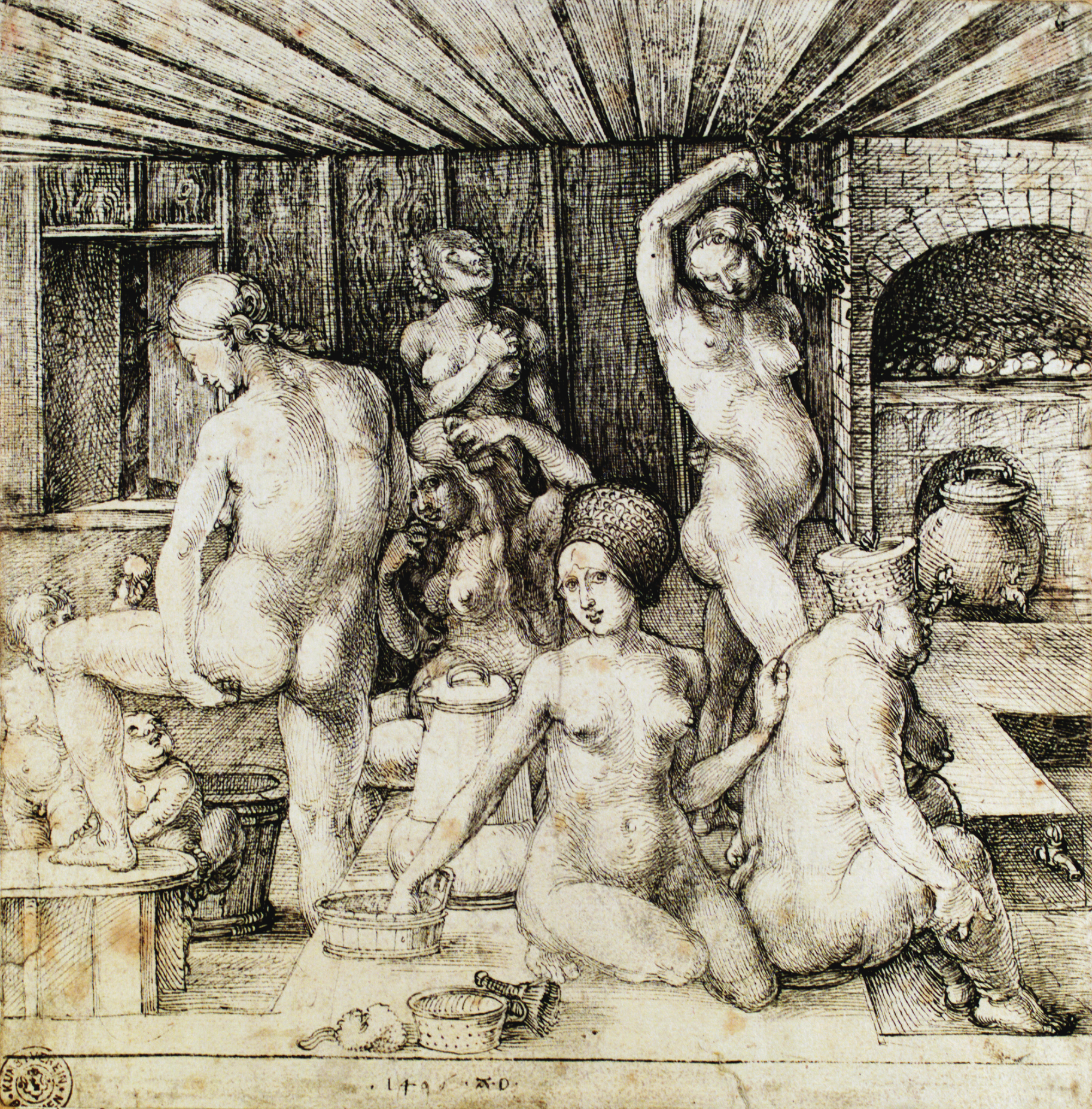
Baño de mujeres.

El baño de hombres es un grabado en madera de Alberto Durero, creado alrededor de 1496/1497. El grabado representa a cuatro hombres en una pérgola de baño escuchando a dos músicos mientras un joven observa la escena desde el exterior.
A primera vista, Durero parece utilizar la pieza para representar el desnudo masculino en diversas poses, pero el supuesto estudio también evidencia humor visual y homoerotismo. Además, el baño de hombres es visto como una alusión a la entonces desconocida epidemia de sífilis. También se asume generalmente que El baño de mujeres de Durero fue pensado como pareja para El baño de hombres.

## Descripción
Todos los bañistas de Durero son más atléticos y anatómicamente correctos que sus figuras antes de su viaje a Italia, de donde regresó en 1495. Excepto el joven afuera, todos los hombres están apenas vestidos, en calzoncillos y algún gorro. A la izquierda, uno de los hombres está apoyado en una fuente, mientras que en el extremo derecho, otro más corpulento sentado bebe de una jarra. En primer plano hay dos medias figuras masculinas detrás del marco del pilón en que están sumergidos, uno sosteniendo un raspador de espalda, el otro acodado de espaldas al espectador, sosteniendo una flor en la mano. El joven del fondo se sitúa detrás de una valla y observa desde fuera al grupo, que escucha a dos músicos que tocan una flauta y una viola. Aparentemente, los hombres están descansando bajo un cenador después de un baño de vapor. En el suelo frente al parapeto de piedra, sobre el monograma de Durero, una copa entre plantas y piedras alude a la recreación o al consumo de alcohol. En el fondo de la imagen, a la izquierda, una hilera de casas y una muralla de la ciudad se extienden a lo largo de un río hasta un puente de piedra y un castillo con una puerta abierta. A la derecha del árbol frutal central hay una casa de la que una mujer va a buscar agua a la fuente pública. La casa con un techo inclinado a dos aguas, junto con la cabaña cortada por el borde derecho de la imagen, puede verse como la propia casa de baños. En esos tiempos, había de verdad pérgolas de baño abiertas de este tipo y casas de baños a las afueras de las ciudades, principalmente en manantiales de agua medicinal.
La hoja del Museo Städel mide 392 × 283 mm (límite de 389 × 280 mm), el ejemplar del Museo Metropolitano de Arte mide 387 × 279 mm y la conservada en la Royal Collection mide 393 × 285 mm.

## Interpretaciones

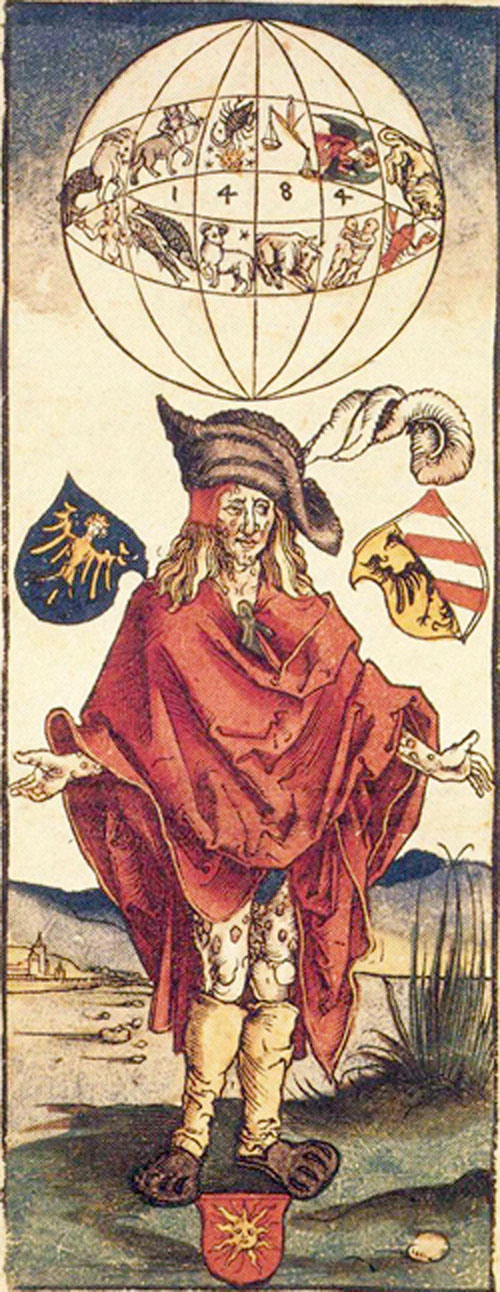
El sifilítico de Durero, 1496.

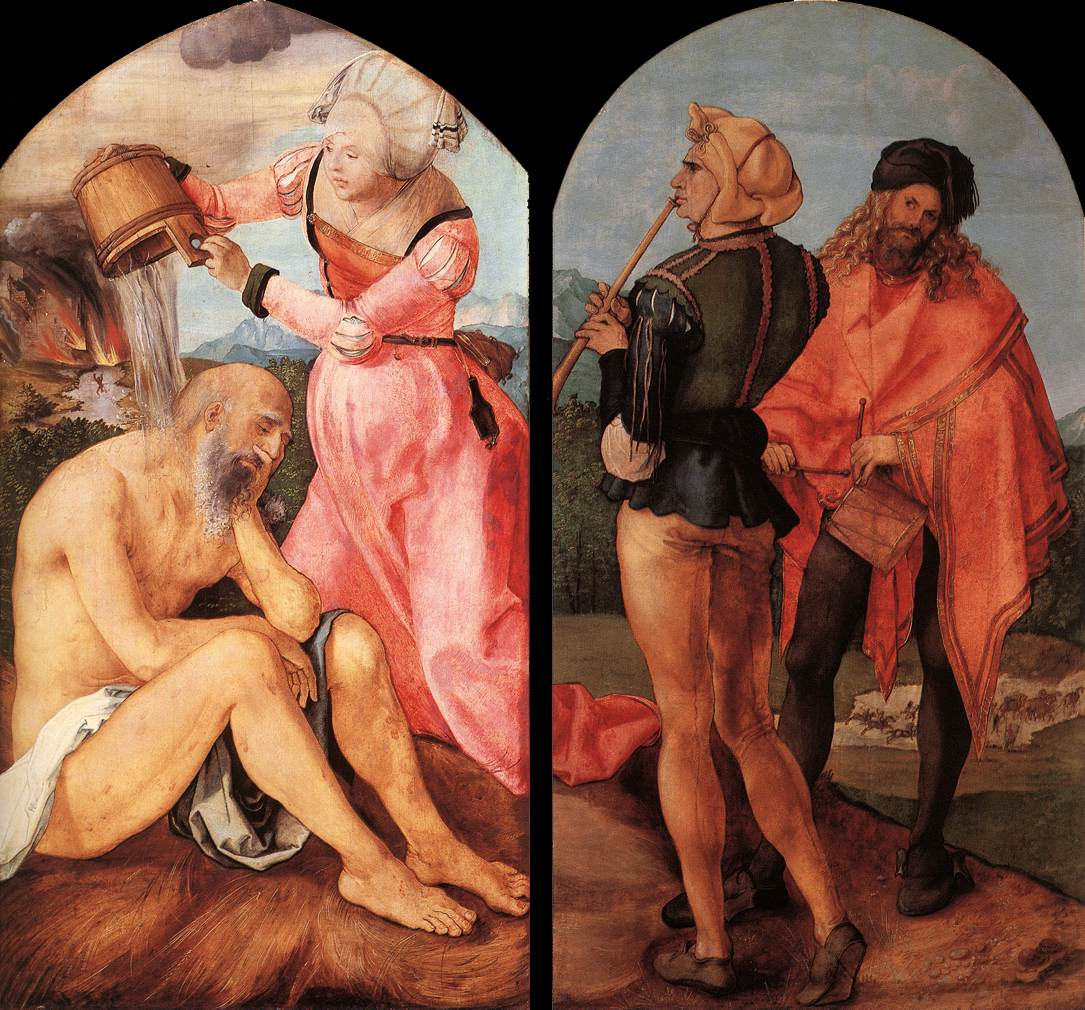
Altar Jabach de Durero, 1504.

De su contraparte, el Baño de mujeres solo se ha conservado un dibujo preparatorio pero la xilografía final, es de tamaño casi cuadrado y las mujeres están representadas en una clara secuencia generacional, lo que no es el caso de los hombres. El Baño de mujeres es también una de las razones por las que el Baño de hombres está fechado después del regreso de Durero de su viaje a Italia. Es probablemente la primera xilografía grande y también la primera hoja impresa con su monograma como marca editorial, que publicó después de su regreso de Italia.
La investigación histórica del arte ha sugerido interpretaciones de gran alcance para la composición, que es significativa tanto en su conjunto como en sus detalles.
Tres de las figuras en El baño de hombres se identifican como amigos de Durero, mientras que el artista incluso puede haberse retratado a sí mismo en las otras cuatro. El hombre apoyado en el poste de la fuente es el propio Durero, que mira con melancolía al corpulento bebedor sentado, que claramente representa a su amigo Willibald Pirckheimer. Las frases homoeróticas de las cartas de Durero a Pirckheimer dejan lugar a la especulación, al igual que las palabras escritas por Pirckheimer en escritura y lenguaje griegos en el dibujo de Durero Retrato de Willibald Pirckheimer. El caño del grifo de la fuente, coronado por un pequeño gallo, justo al lado de la zona púbica del melancólico apoyado en el poste de la fuente, también apunta en dirección al gordo. El gallo simbolizaría tanto el miembro viril como la sífilis, una enfermedad de transmisión sexual (también denominada Morbus gallicus; en latín, "mal francés" pero gallus lo mismo podía ser "galo" (francés) que "gallo"), como mostró la comparación con varios folletos. La interpretación de la figura apoyada en el poste de la fuente como Michael Wolgemut fue rechazada por el historiador del arte Karl Voll ya en 1897, ya que ni la similitud ni la edad son consistentes con el antiguo maestro de Durero.
Los dos hombres en primer plano, uno frente al otro se identifican como los amigos de Durero, Lukas y Stephan Paumgartner, reconocibles por su parecido con otro trabajo de Durero, el Retablo Paumgartner, en el que los dos están retratados. Si bien las identidades de los hermanos Paumgartner son obvias, el parecido del hombre gordo con los retratos de Pirckheimer es menos convincente.
Los dos músicos pueden compararse con los amigos lascivos de Job en el altar Jabach de Durero, que también combinó en 1504 con un autorretrato e instrumentos musicales con connotaciones simbólicas sexuales. La cabeza de Job apoyada en su mano también recuerda al melancólico del baño de hombres. Los rasgos faciales de Durero se adivinan en el joven espectador; recuerda a su Sifilítico del mismo período (en el folleto de Ulsenius). Durero quizás aludía a la afición de Pirckheimer por los jóvenes soldados, con los que la sífilis llegó a la ciudad. Como el mirón asomado al fondo en Baño de mujeres contemplando una escena interior privada, el joven detrás de la valla actúa como una imagen especular del espectador.
Las figuras en el Baño de hombres posiblemente simbolicen los cinco sentidos: Durero como el oído, Pirckheimer como el gusto, la figura con la flor como el olfato, su compañero como el tacto y el espectador en el fondo como la vista. Otra lectura sugiere los cuatro humores; el esquema de los cuatro temperamentos era muy popular en la época: Durero es el melancólico, el gordo es el flemático, el colérico sostiene un raspador y el sanguíneo una flor. Edgar Wind, quien fue el primero en hacer esta interpretación, también vio una parodia del culto a Dionisio en el escenario, el hombre corpulento con el recipiente para beber representaría a Baco. El hecho de que los burdeles y los baños públicos de Núremberg se cerraran en 1496 para evitar la propagación de la sífilis mediante la "observación diaria" de las parejas infectadas puede ser una conexión de la obra con la actualidad.